# Silao Malo
Silao Malo (30 dicembre 1990) è un calciatore samoano, centrocampista del Kiwi FC.

## Carriera

### Club
Nel 2012 ha giocato 3 partite nella OFC Champions League, segnando anche una doppietta nella partita vinta per 5-1 contro il Pago Youth. Nella stagione 2014-2015 segna 5 gol in 3 presenze nei preliminari della medesima competizione ed un ulteriore gol in 3 presenze nella competizione vera e propria, nella quale gioca poi 2 partite anche l'anno seguente. Nella stagione 2018-2019 segna invece un gol in 3 presenze nei turni preliminari e gioca ulteriori 3 partite nella fase finale della competizione.

### Nazionale
Il 1º giugno 2012 segna un gol nella Coppa delle nazioni oceaniane nella partita persa per 10-1 contro Tahiti, che poi vincerà la manifestazione: si tratta dell'unico gol segnato dalla sua squadra in tutta la manifestazione, e anche del primo nella sua storia.
Partecipa in seguito anche alla Coppa delle nazioni oceaniane 2016.

## Palmarès

### Club

#### Competizioni nazionali
- Campionato samoano di calcio: 4

Kiwi FC: 2011, 2012, 2013-2014, 2018